# József Horváth (rokometaš)
József Horváth, madžarski rokometaš, * 7. avgust 1947, Bátmonostor, Madžarska, † 30. september 2022, Madrid, Španija.
Leta 1972 je na poletnih olimpijskih igrah v Münchnu v sestavi madžarske rokometne reprezentance osvojil osmo mesto.